# CR2032
Baterie typu CR2032 je knoflíková baterie tvořená lithiovým článkem. Využívá se v počítačové technice (udržující napětí pro paměť nastavení základní desky), drobných svítilnách, hodinkách, cyklistických tachometrech, snímacích zařízeních.
Její parametry jsou velmi univerzální, a proto je hojně využívána „hobby elektroniky“ při výrobě štěnic, miniaturních LED svítilen, či tzv. „LED Throwies“. Parametry jsou standardizované pro všechny výrobce.

## Název CR2032
- C – lithiový článek, kladná elektroda je tvořena oxidem manganičitým
- R – kruhový tvar (z ang. Radius)
- 20 – průměr článku 20 mm
- 32 – výška 3,2 mm

## Parametry
- Kladná elektroda je tvořena oxidem manganičitým, záporná lithiem, jako elektrolyt je použita lithná sůl v organickém rozpouštědle.
- Jmenovité napětí: 3 V
- Kapacita: 220 mAh